# Pablo Azcurra
Pablo Azcurra (30 de abril de 1986, Córdoba, Argentina). Actualmente se encuentra retirado y su último club fue Municipal Liberia

## Clubes
| Club                    | País       | Año         | Partidos | Goles |
| ----------------------- | ---------- | ----------- | -------- | ----- |
| Racing (C)              | Argentina  | 2004 - 2006 | 23       | 4     |
| Quilmes                 | Argentina  | 2006 - 2007 | 4        | 0     |
| Talleres (C)            | Argentina  | 2007 - 2009 | 27       | 0     |
| Complejo Deportivo      | Argentina  | 2010        | ?        | ?     |
| Temperley               | Argentina  | 2010 - 2011 | 34       | 3     |
| General Lamadrid        | Argentina  | 2011        | 3        | 0     |
| Estudiantes (SL)        | Argentina  | 2012        | ?        | ?     |
| Deportivo Pereira       | Colombia   | 2012        | 16       | 2     |
| Unión Magdalena         | Colombia   | 2014        | 3        | 0     |
| Cipolletti              | Argentina  | 2014        | 7        | 1     |
| Sarmiento (R)           | Argentina  | 2015        | 13       | 2     |
| Deportivo Merlo         | Argentina  | 2016 - 2017 | 43       | 7     |
| Municipal Pérez Zeledón | Costa Rica | 2017 - 2020 | 110      | 19    |
| Argentino (M)           | Argentina  | 2020        | 4        | 0     |
| Municipal Liberia       | Costa Rica | 2021        | 24       | 8     |

## Palmarés

### Campeonatos nacionales
| Título                            | Club                                | País       | Año  |
| --------------------------------- | ----------------------------------- | ---------- | ---- |
| Torneo del Interior (Argentino C) | Complejo Deportivo Teniente Origone | Argentina  | 2010 |
| Apertura 2017                     | Municipal Pérez Zeledón             | Costa Rica | 2017 |
| Torneo del interior               |                                     |            |      |

- Datos: Q6055799